# Конкурс імені Лілі Ласкін
Конкурс імені Лілі Ласкін (фр. Concours de harpe Lily Laskine) — міжнародний конкурс виконавців академічної музики на арфі, що проводиться в пам'ять видатної французької арфістки Лілі Ласкін. Проводиться раз на три роки. Вперше відбувся в 1993 році, в рік сторіччя Ласкін, в Парижі.

## Лауреати конкурсу
| Рік  | Переможець                    |
| ---- | ----------------------------- |
| 1993 | Кристин Ікар (Франція)        |
| 1996 | Тетяна Осколкова (Росія)      |
| 1999 | Кетрін Фінч (Велика Британія) |
| 2002 | Джейн Юн (США—Корея)          |
| 2005 | Аннелен Ленартс (Бельгія)     |
| 2008 | перша премія не присуджена    |